# Pedro Herrero Rubio
Pedro Herrero i Rubio (Alacant, 1904 - Barcelona, 1978) va ser un metge pediatre espanyol, que exercir com a inspector de Sanitat municipal a la Casa de Socors d'Alacant, cap provincial de Puericultura i degà del Cos mèdic de la Beneficència provincial per tres dècades. És considerat venerable per l'Església catòlica i es troba en procés de canonització.

## Biografia
Va nàixer en Alacant el 29 d'abril de 1904 al Porxe d'Ansaldo, número 1, al costat de l'Ajuntament, on el seu pare va ser funcionari. Va començar a estudiar amb els Germans Maristes però el seu pare va ser destinat a Oriola en 1917 i va finalitzar el batxillerat en els Jesuïtes, on va conéixer els germans de la seua futura dona. Acabats els estudis es va decidir per medicina i va preparar l'examen d'ingrés a una acadèmia en Múrcia; quan el va superar es va traslladar a viure a Madrid. Allí va estudiar en 1924 a la facultat de Medicina de la Universitat Central junt a l'Hospital Clínic San Carlos, on va ser alumne del nobel Santiago Ramón y Cajal i del futur president Juan Negrín López. Llicenciat, en 1927 es va especialitzar en puericultura i parts (hui pediatria i obstetrícia-ginecologia) obtenint el títol de tocòleg a la Maternitat de Madrid. Amb una beca estatal va estudiar a la Universitat de París, on es va diplomar i va assistir a congressos de medicina en Brussel·les.
Ja en Alacant ingressa en el Col·legi de Metges i va començar a treballar de metge de malalties de la infància a l'hospital de la Creu Roja. Mentrestant, va preparar i guanyar l'oposició (1929) per a la plaça de metge puericultor de la Beneficència a l'Hogar i a l'Hospital provincial; més tard va obtenir plaça de puericultor de l'Estat al dispensari del Port d'Alacant per a la cura dels fills dels treballadors portuaris.
L'any de la Segona República Espanyola (1931) va contraure matrimoni amb la seua nóvia des de jove, Patrocinio Javaloy Lizón, es van establir al carrer de Castaños, número 16, i, encara que no van tindre descendència, la seua fama de metge de xiquets, especialment els desfavorits, va començar a ser coneguda per tots perquè a aquestos no els cobrava, els regalava les medicines i a més els deixava els seus diners. Durant la Guerra Civil espanyola, en 1937, fou detingut en els soterranis de la Diputació d'Alacant, després traslladat a València, on va ser confinat en «Santa Úrsula» per a ser empresonat al vaixell-presó Rita Sister, fondejat al Port de València. Però va ser alliberat en 1938 perquè molta gent d'Alacant, majoritàriament humil, ho va demanar i les autoritats del Front Popular ho van a escoltar. Finalitzada la guerra en 1939 va arribar el franquisme, ell va continuar treballant pels xiquets que patien la postguerra, amb un sistema paregut però integrat en la Sanitat nacional i recuperant l'esquema de «La Gota de Llet» instaurada per Pascual Pérez i Martínez, fins i tot de la revetla anual per recollir diners per alimentar-los. A més, per a tindre una visió més actualitzada, es va diplomar en magisteri (mestre d'escola) i va ser designat membre del 'Tutelar de Menors'. I també va fundar la Confraria de Setmana Santa anomenada «Jesús Triomfant» i popularment La Burreta, ideada pel seu pare en 1942. En aqueixa època, que no hi havia Seguretat Social, va ser metge d'adults anomenats incurables, i com tal va ser un dels fundadors del Cottolengo alacantí en 1963.
Considerat el pare de la pediatria (puericultura moderna) a Alacant el diari Información el va fer «Important de l'Any 1966» i anys després en 1970 la Diputació li va atorgar la «Medalla d'Or» de la província d'Alacant recordant que la seua decisió de tractar la malaltia infecciosa amb l'antic nom d'El Kala-Azar, que és una varietat de la Leishmania infantum, amb diferent solució va salvar moltes vides, a més que la seua bondat i la seua solidaritat van ser estimades per molts alacantins ací i al Santuari de Lorda, on anava assistint als malalts.
En 1976, després de la seua jubilació, va rebre la «Creu de Beneficència de 1a classe» (Orde extinta atorgada per diversos motius, un dels quals l'assumeix la nova Orde Civil de Sanitat en 1983) per l'onomàstica del rei Joan Carles I d'Espanya (24 de juny).
Va morir el diumenge 5 de novembre de 1978 a l'Hospital de la Santa Creu i Sant Pau de Barcelona acompanyat de la seua dona, on s'havia desplaçat per a una revisió mèdica i havia sigut ingressat per a tractar-se una hèrnia d'urgència i fou intervingut d'oclusió intestinal. Les seues restes mortals van ser traslladades en ambulància a Alacant. Aquest membre veterà de l'associació de l'Adoració Nocturna va ser declarat servent de Déu pel bisbe en la seua missa funeral dilluns següent en la Cocatedral de Sant Nicolau de Bari d'Alacant a causa del clam popular i poc després va obrir el llarg procés de canonització, (que es compon de diferents estadis, el primer és servent). A més, l'Ajuntament d'Alacant el va nomenar «Fill Il·lustre» i li va concedir un carrer. La Junta d'Obres del Port d'Alacant va alçar un monòlit amb un bust en el seu honor en 1983.
El 27 de febrer de 2017 el papa Francesc va iniciar la beatificació de Pedro Herrero i el va declarar venerable (segon pas) per l'opció de les «virtuts heroiques».